# 片岡直季
片岡 直季（かたおか なおすえ）は、戦国時代から安土桃山時代にかけての武将。片岡光綱の弟。土佐国吾川郡上八川の領主。

## 生涯
天文13年（1544年）、土佐国高吾北の有力国人・片岡茂光（または片岡直光）の子として生まれる。母は側室である長宗我部国親の妹。
永禄2年（1559年）、直季を総大将とする片岡氏の軍が和田美濃守（諱は義高、または晴長）の拠る上八川を攻め、これを攻略した。この時、長宗我部氏麾下の西野内綱茂から援軍を受けている。和田氏の居城・程野城（上八川城）は重臣たちの寝返りもあって落城し、城主・和田美濃守は山中に逃れた後に自害したという。美濃守の最期については、戦場で首を取られたものの子によって奪い返されたとの話もある。この後、上八川は直季が領主となって治め、直季は神社仏閣の再建や建立を行い、水田の開発を進めるなどしている。
天正13年（1585年）7月、兄・光綱が金子城で戦死し（天正の陣）、天正14年（1586年）12月、光綱の跡を継いだ養嗣子・光政も戸次川の戦いで討死した。この翌年の天正15年（1587年）、直季は病のため死去した。

## 子孫
直季の子のうち、四男・八兵衛直正が上八川片岡氏を継いだ。直正の跡は養子の祐光が継ぎ、祐光は上八川村の庄屋となる。祐光の子の祐直は高岡郡半山郷の大庄屋に任じられ、その地に移住した。祐直の子孫に、第1次若槻内閣で大蔵大臣を務めた片岡直温がいる。